# Ganganahalli, Srinivaspur
Ganganahalli là một làng thuộc tehsil Srinivaspur, huyện Kolar, bang Karnataka, Ấn Độ.